# Eths
Gli Eths sono una band metalcore francese originaria di Marsiglia.

## Storia
I due chitarristi Staif (che è anche seconda voce) e Greg formarono i What's the fuck nel 1996. Lo stesso anno la cantante Candice si unì alla band che venne rinominata Melting Point.
Nel 1999 si unì al gruppo anche il batterista Guillaume, dopo aver lasciato gli Shockwave. Sei mesi dopo si unisce anche il bassista Roswell.
Finalmente al completo la band entra a far parte del collettivo Coriace collective of Marseilles acquisendo sempre più popolarità, finché non decidono di cambiare il nome in Eths.
Il 27 giugno del 2006 gli Eths annunciano sul loro sito ufficiale, l'uscita dal gruppo di Guillaume e Roswell a causa di "differenti punti di vista". Verranno poi sostituiti rispettivamente da Matthieu LeChevalier alla batteria e Shob al basso.

## Formazione
- Rachel Aspe − Voce
- Staif − Chitarra, Sampler & Voce
- Shob − Basso
- Matthieu LeChevalier − Batteria

## Ex Membri
- Greg - chitarra (1999-2013)
- Candice - Voce (1999-2012)
- Guillaume - Batteria (1999-2006)
- Roswell - Basso (1999-2006)

## Discografia
Album in studio
- 2004 - Soma
- 2008 - Tératologie
- 2012 - III
- 2016 - Ankaa

EP
- 2000 - Autopsie
- 2002 - Samantha

Demo
- 1999 - Eths